# Château de Carry
Le château de Carry (également appelé château de Vertamise) est un château médiéval aujourd’hui en ruine. Il est situé sur la commune de Grazac en Haute-Loire (Auvergne-Rhône-Alpes), et domine la vallée du Lignon.
Il est inscrit au titre des monuments historiques depuis 1985.
Le Château de Carri est sur une propriété privée de 13000 m², strictement interdite au public.

## Description
Il est composé d'un logis datant du XIVe siècle et d'une tour pentagonale datant de la fin du XIIe siècle, début du XIIIe siècle.
La tour est composée de 4 niveaux dont un est aujourd’hui arasé.

## Historique
Son plus ancien propriétaire connu est Hitier de Vertamise en 1136.
Au début du XIIIe siècle il appartient au seigneur de Saussac (dont la seigneurie se trouve sur le suc éponyme au-dessus de l'actuel village de la Chazelie).
En 1827, un fermier le loue et l'utilise comme étable ; par la suite il tombe progressivement en ruine.

## Galerie

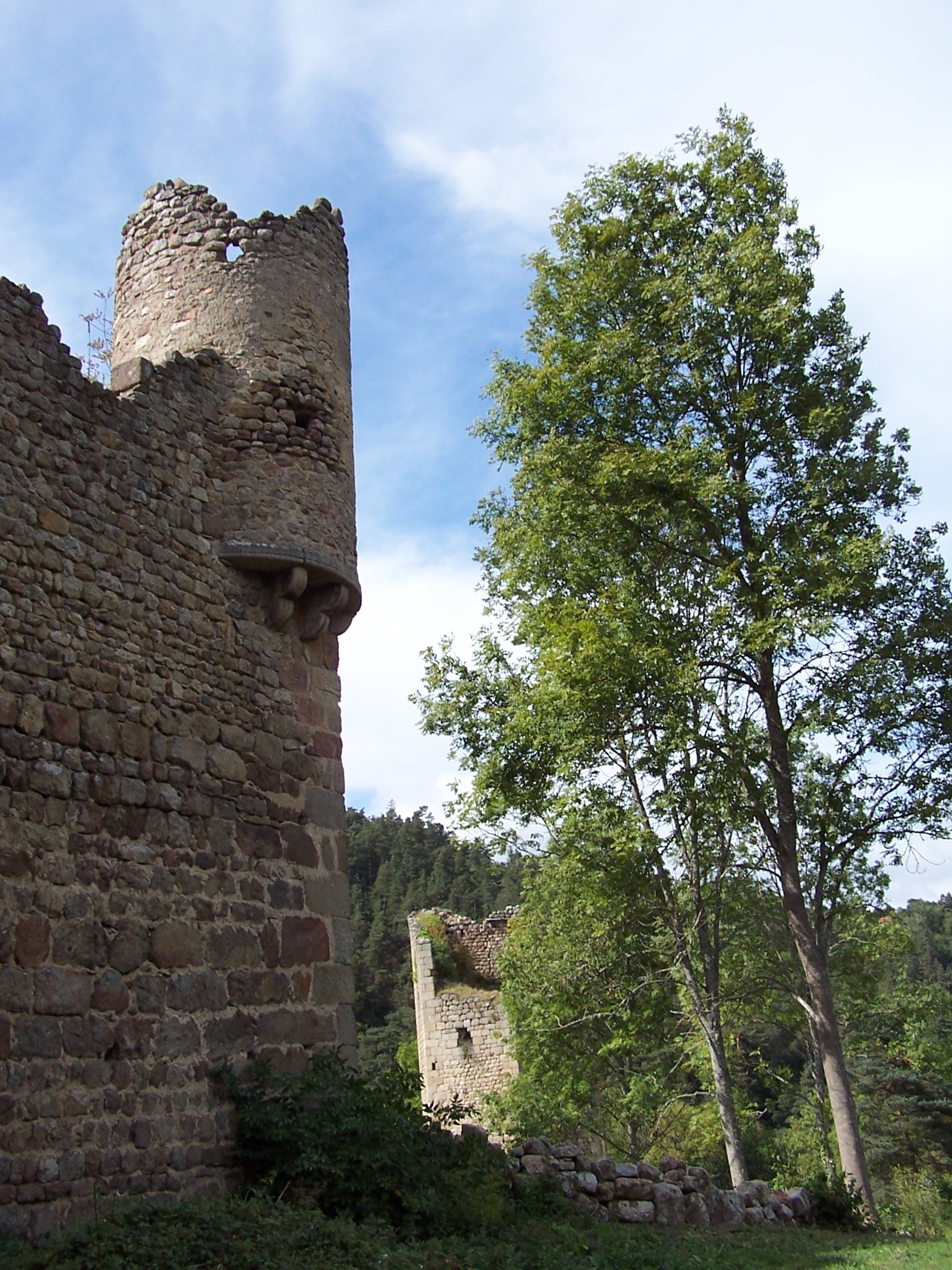
Vue sur la tour de guet du logis.
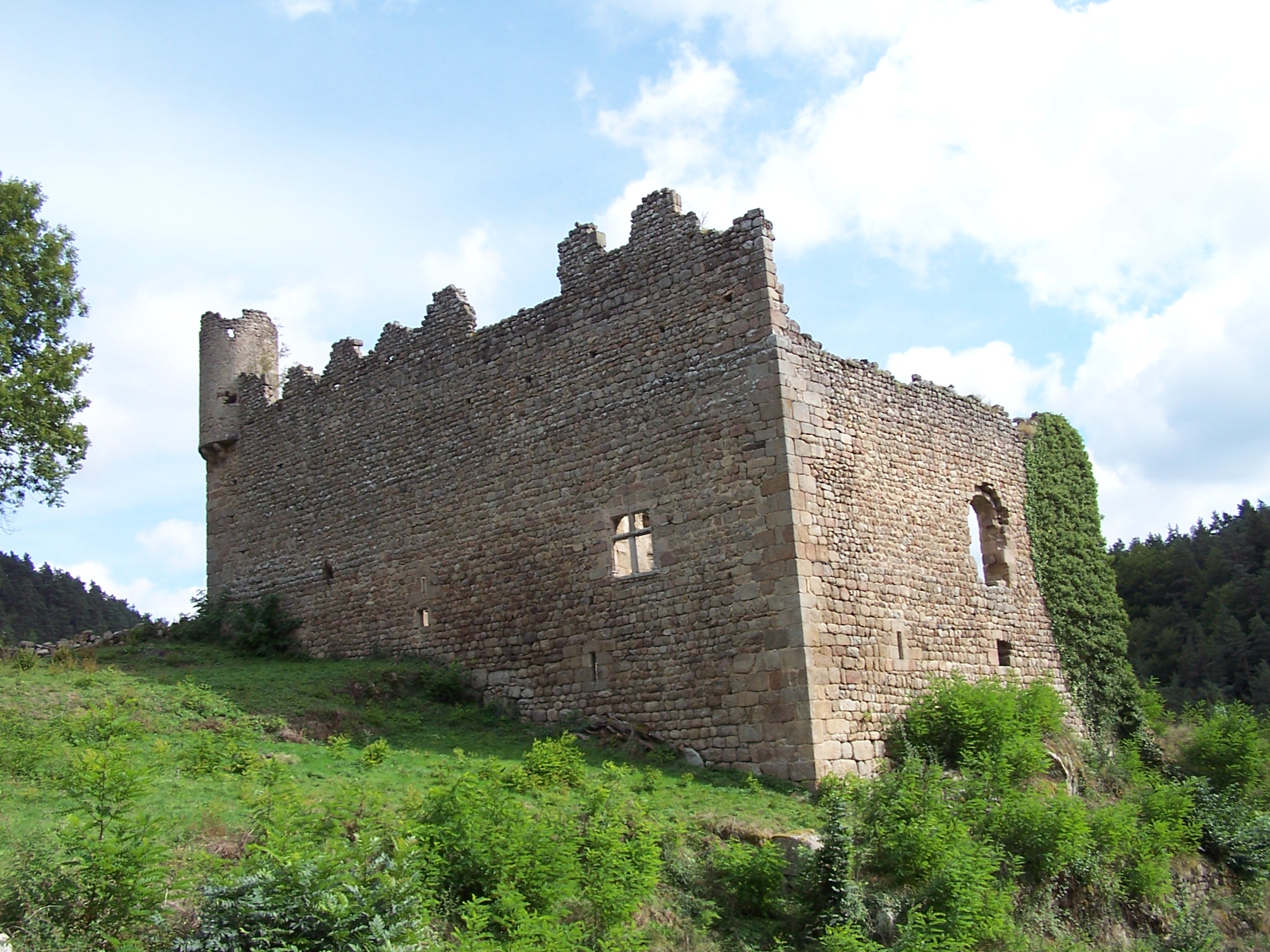
Vue d'ensemble du logis.
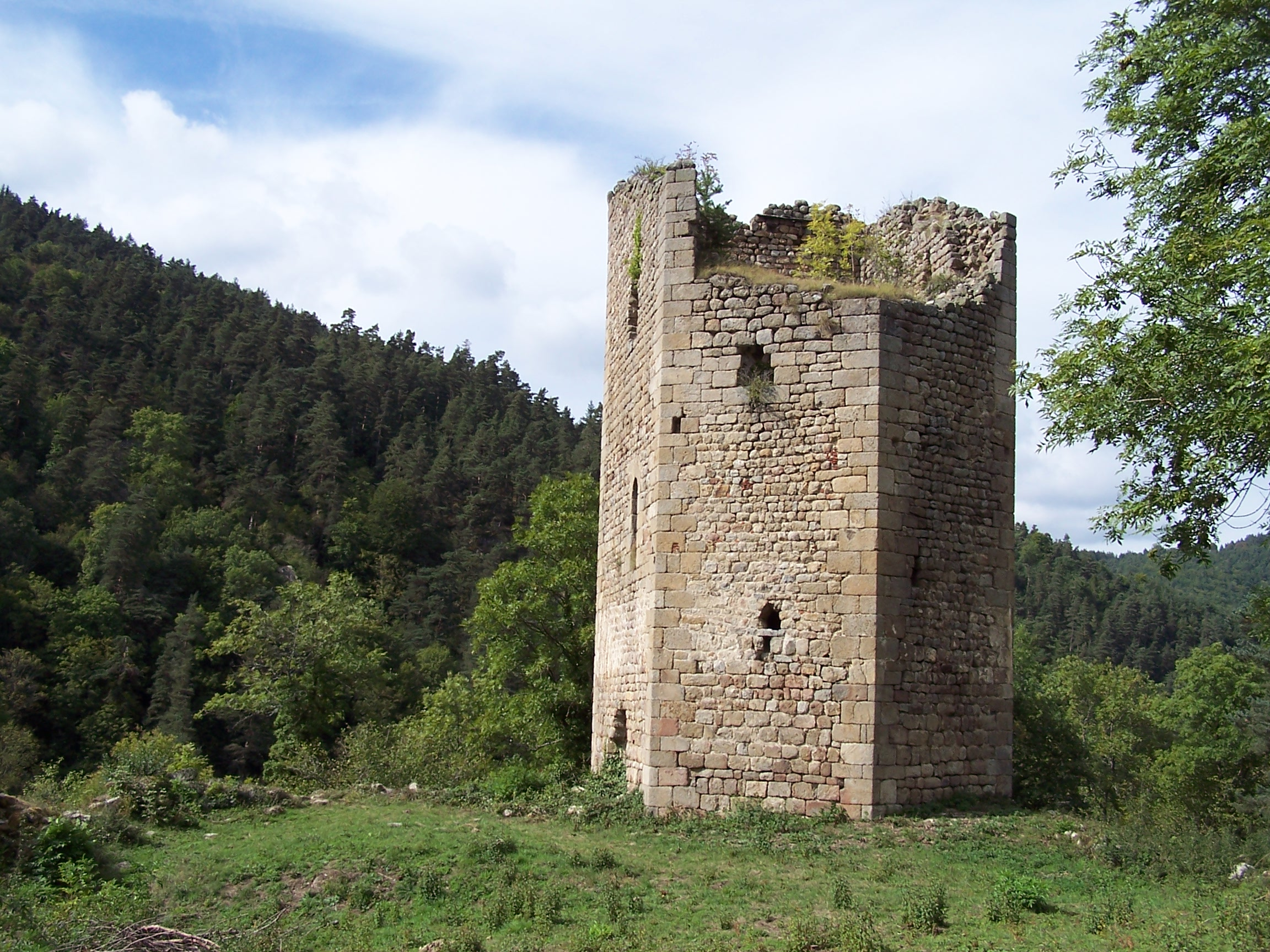
Vue sur la tour pentagonale.
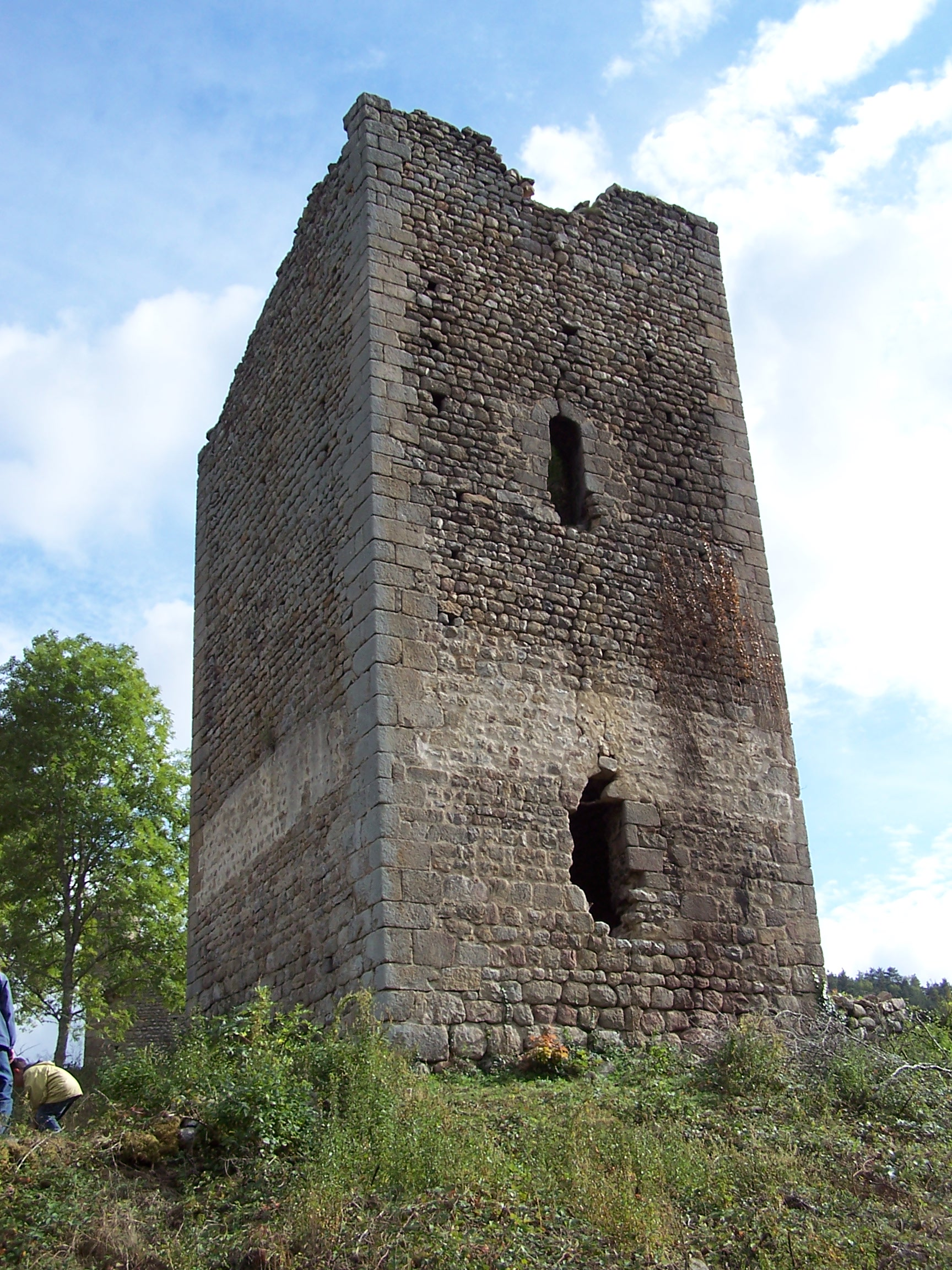
Autre vue de la tour pentagonale.